# Fitero (la Torre de Cabdella)
El Fitero és una muntanya de 2.464,1 metres d'altitud que es troba dins del terme municipal de la Torre de Cabdella, al Pallars Jussà.
El Fitero és al nord de la vall del riu de Filià, i a llevant del Pic de Filià, del qual, de fet, és un dels contraforts.